# Bixin
Bixin ist ein Xanthophyll und ein Apocarotinoid, das aus Annatto gewonnen und als Lebensmittel- und Kosmetikfarbstoff eingesetzt wird.

## Gewinnung

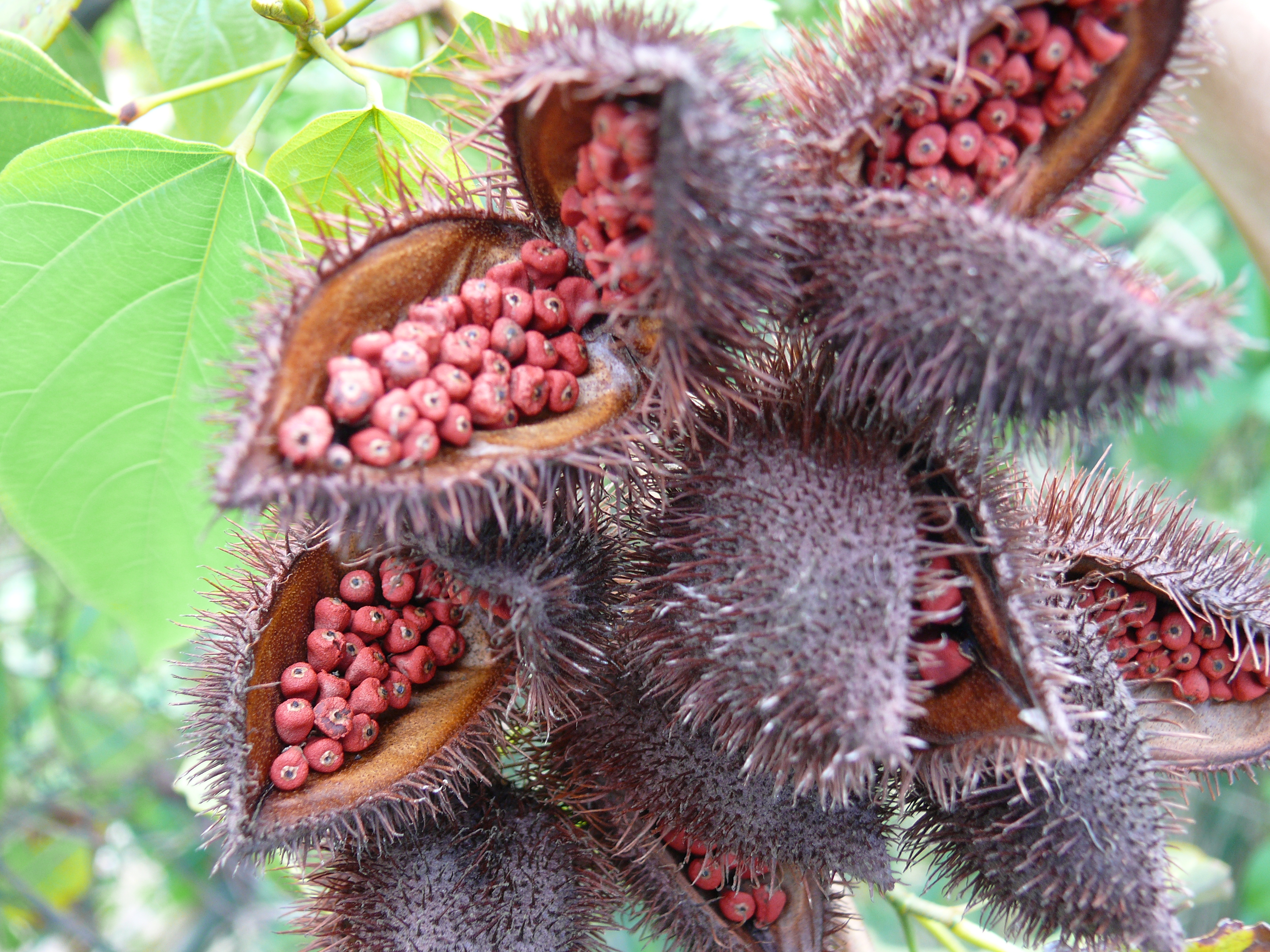
Sich öffnende Kapselfrüchte mit Samen des Annattostrauches (Bixa orellana)

Bixin kann aus vorbereiteten Samen des Annattostrauches (Bixa orellana) gewonnen werden. Dabei wird zunächst die äußere Schicht der Samen durch Abschleifen in kaltem Wasser entfernt und danach ein Rohextrakt mit Lösungsmitteln wie beispielsweise Aceton, Methanol oder Hexan hergestellt. Die resultierende Lösung aus angesäuertem Bixin wird filtriert und der Rückstand getrocknet und gemahlen. Er enthält cis- und trans-Bixin, wobei der Hauptfarbstoff das cis-Bixin ist. Mit Natronlauge wird der Methylester unter Abspaltung von Methanol hydrolysiert, und man erhält Norbixin als dessen Natriumsalz. Der Einsatz gentechnisch veränderter Organismen zur Herstellung ist ebenfalls möglich.

## Verwendung
Bixin findet Anwendung als Lebensmittelfarbstoff z. B. in Margarine, wird aber auch zum Färben von Textilien als Orleanrot verwendet.